# La mia noia
La mia noia è un singolo del rapper italiano Nayt, pubblicato il 15 ottobre 2021 come secondo estratto dal sesto album in studio Doom.

## Tracce
1. La mia noia – 2:52